# Imlil (Hoher Atlas)

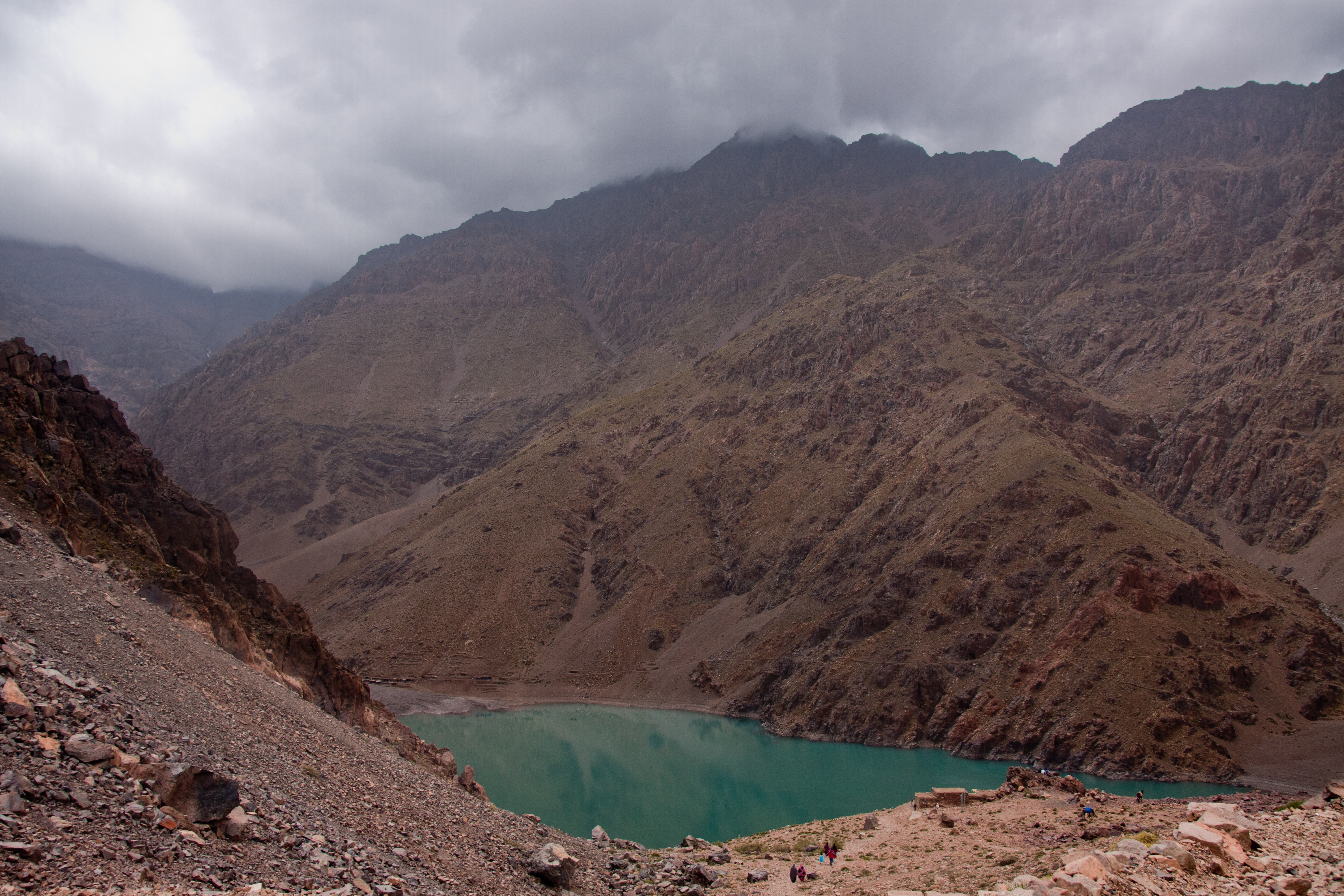
Lac Ifni

Imlil (Zentralatlas-Tamazight ⵉⵎⵍⵉⵍ Timlil) ist ein kleines Bergdorf (douar) im Zentrum des Hohen Atlas in der Provinz Al Haouz in der Region Marrakesch-Safi in Marokko. Es gehört zur Landgemeinde (commune rurale) von Asni.

## Lage
Imlil liegt ca. 65 Kilometer südlich der Stadt Marrakesch in einem teilweise bewaldeten Tal des Hohen Atlas in einer Höhe von ca. 1700 bis 1800 m am Rand des Nationalpark Toubkal (PNTb). Der Ort ist von Marrakesch aus über die R203 und die P2005 (von Asni aus) gut zu erreichen. Der kleine Fluss Oued Rheraya entspringt im Toubkal-Massiv, fließt durch Imlil und Asni und mündet westlich von Marrakesch in den Tensift. Das Klima von Imlil ist alpin; Regen (ca. 540 mm/Jahr) fällt hauptsächlich in den Wintermonaten.

## Tourismus
Die kleine Berbersiedlung Imlil ist mit zunehmendem Trekking- und Bergtourismus seit den 1960er Jahren mehr und mehr gewachsen. Sie ist Ausgangspunkt für meist dreitägige Bergtouren (zwei halbe Tage für den Aufstieg; einen halben Tag für den Abstieg) auf den 4167 m hohen Toubkal, den höchsten Gipfel Marokkos und ganz Nordafrikas. Wer nicht auf hohe Berge klettern will, der kann den knapp nur etwa 15 km südlich und ca. 2300 m hoch gelegenen Lac Ifni besuchen. Weitere Touren führen entlang der Berge nach Setti Fatma im Ourika-Tal oder nach Agouti im Aït Bougoumez-Tal.

## Terrorattentat
Im Dezember 2018 wurden in der Nähe die enthaupteten Leichen der skandinavischen Touristinnen Louisa Vesterager Jespersen und Maren Ueland aufgefunden. Seitdem darf die Kernzone des PNTb nur in Begleitung eines zertifizierten Guides betreten werden.

## Sonstiges
Imlil war Drehort einiger Szenen der Spielfilme
- Kundun; (1997); Regie: Martin Scorsese
- Sieben Jahre in Tibet; (1997); Regie: Jean-Jacques Annaud; Hauptdarsteller: Brad Pitt.